# Lipowiec Kościelny
Lipowiec Kościelny è un comune rurale polacco del distretto di Mława, nel voivodato della Masovia.
Ricopre una superficie di 114,21 km² e nel 2004 contava 5 144 abitanti.